# Svarttjärnen (Grundsunda socken, Ångermanland, 701613-166317)
Svarttjärnen är en sjö i Örnsköldsviks kommun i Ångermanland och ingår i Gideälven-Idbyåns kustområde.